# Sinfonia n.º 3 (Tchaikovski)

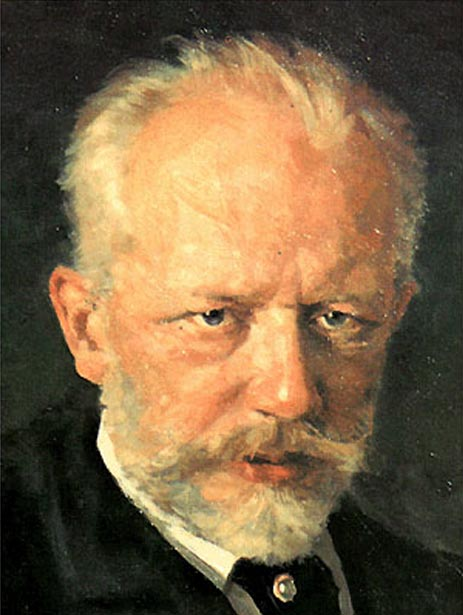
Peter Tschaikowski.

A Sinfonia Nº 3 – Polonesa em Ré maior, op. 29, foi escrita pelo compositor Piotr Ilitch Tchaikovski entre junho e agosto de 1875.
Teve sua estréia em Moscou, Rússia, dia 19 de novembro de 1875, regida por Nikolai Rubinstein. A terceira sinfonia foi dedicada a Vladimir Shilovsky.
Ao contrário da maioria das sinfonias clássicas, que possuem 4 movimentos, esta possui cinco, sendo que o último, com ritmos poloneses, motivou o público a chamá-la de "A Polonesa".

## Movimentos
1. Introduzione e Allegro — Moderato assai (Tempo di marcia funebre) – Allegro brillante
2. Alla tedesca — Allegro moderato e semplice
3. Andante — Andante elegiaco
4. Scherzo — Allegro vivo
5. Finale — Allegro con fuoco (Tempo di polacca)

## Instrumentação

### Madeiras
- 1 piccolo
- 2 flautas
- 2 oboés
- 2 clarinetes (em Lá e em Si bemol)
- 2 fagotes

### Metais
- 4 trompas (em Fá)
- 2 trompetes (em Fá)
- 3 trombones
- 1 tuba

### Percussão
- Tímpano

### Cordas
- Violinos I
- Violinos II
- Violas
- Repique de cordas
- Violoncelos
- Contrabaixos

## Duração
A Sinfonia Nº 3 dura aproximadamente 47 minutos.